# Rävabacken
Rävabacken är Blekinges högsta punkt. Den ligger vid Farabol i Olofströms kommun och når 189 eller 190 m ö.h. Tidigare ansågs ofta Boafalls backe (numera mätt till knappt 178 m ö.h.) vara högsta punkten i Blekinge.